# Policyjne bataliony wartownicze
Policyjne bataliony wartownicze (Polizei-Wach-Bataillonen) – niemieckie policyjne bataliony wartownicze, powołane we wrześniu 1942 przez oberstgruppenfuhrera Kurta Daluege.

## Literatura
- Philip W. Blood – "Siepacze Hitlera", Warszawa 2008, ISBN 978-83-11-11326-8